# ۱۳۳ (عدد)
۱۳۳(صد و سی و سه) یک عدد طبیعی است که بعد از ۱۳۲ و قبل از ۱۳۴ قرار دارد.